# Asiático latinoamericano
Los asiáticos latinoamericanos son pueblos asiáticos de ascendencia total o parcial de latinoamericanos.

## Historia
Los asiáticos latinoamericanos han estado presentes en Asia desde el siglo XVI. La línea de tiempo del asentamiento latinoamericano en Asia ocurrió principalmente desde el siglo XVI hasta el siglo XIX cuando los españoles utilizaron marineros filipinos para traer latinoamericanos de todo el Pacífico para servir como mercenarios y comerciantes para complementar a sus soldados filipinos en las numerosas guerras Filipinas tenía con sus vecinos musulmanes o confucianos que rodeaban Filipinas (asegurando un estado de guerra constante) o coordinar el comercio del Galeón de Manila entre América Latina y Asia. En él, las gemas tomadas del sur de Asia, las especias tomadas del Sureste de Asia y la seda y la porcelana tomadas del este de Asia se recolectaron y transbordaron desde Filipinas a través del Océano Pacífico a América Latina a cambio de los productos de México en América del Norte (Principalmente chocolate y piñas) y plata extraída de las minas de Perú en América del Sur.
Este comercio finalmente se extendió a Europa, donde España usó la plata extraída en América Latina y la seda recolectada en Filipinas como moneda de cambio, impulsando el desarrollo y comercio de sus virreinatos, aunque parte de los recursos se usaron para hacer frente a las potencias de Europa como Francia o Inglaterra por el control de Italia (aunque también se participó contra el Imperio Otomano, en batallas como Lepanto) que querían destronar a España como potencia y, en menor medida, apoyar a Filipinas, llegando a haber guerras contra el Sultanato de Brunéi y los muchos sultanatos en Mindanao. En pequeña escala, algunos latinoamericanos también se establecieron en los puertos de Macao en China y Ternate en Indonesia, que eran nodos comerciales secundarios al principal entre Manila y Acapulco. Aparte de este histórico asentamiento latinoamericano en Filipinas, que ahora se ha detenido en su mayoría y ya no opera y la gente actual simplemente es descendiente de latinoamericanos en lugar de latinoamericanos, también existe la presencia moderna de brasileños en Japón, que forma la mayor presencia de personas de las Américas, que viven en Asia, salvo Filipinas.

## Comunidades significativas

### Filipinas
Los latinos y los descendientes de latinos en Filipinas, a diferencia de los latinos en los Estados Unidos o Canadá (que en su mayoría son inmigrantes refugiados que huyen de sus países de origen en busca de mejores oportunidades en países más ricos) son en su mayoría soldados o aventureros que dejaron un Nuevo Mundo más pacífico para ayudar a los filipinos nativos en las guerras dentro de las Filipinas propensas al conflicto. contra el Imperio de Brunéi islámico y el Moros al sur, la Camboya y la Vietnam al oeste y contra las incursiones ocasionales por piratas chinos y japoneses. 
En el Período Alto-Medievo y la Era de la Exploración, los españoles a menudo importaban mercenarios mexicanos, colombianos y peruanos para ayudar a los soldados filipinos (quienes lucharon la mayor parte del tiempo) en estas guerras internas. así como las guerras externas. Por ejemplo, el Archobispo de Manila durante la ocupación británica nació en México. Alrededor de 1600, Stephanie Mawson en su libro titulado 'Entre la lealtad y la desobediencia: los límites de la dominación española en el Pacífico del siglo XVII' mostró que había miles de colonos latinoamericanos enviados a Filipinas por los españoles por año y alrededor de ese tiempo. -marco había enviado acumulativamente 15.600 colonos de Perú y México mientras que solo había 600 españoles de España, 
que supla una población filipina de sólo 667.612 personas. Debido al bajo recuento inicial de población, la ascendencia latinoamericana se extendió rápidamente por todo el territorio. Además, el libro: "Forzados y reclutas: los criollos novohispanos en Asia (1756-1808)" de María Fernanda García de los Arcos registró la migración adicional de 35,000 soldados mexicanos más solo (civiles no incluidos), en el siglo XVIII. Como resultado, el etnógrafo alemán Fedor Jagor utilizando censos españoles, estimó que un tercio de la isla de Luzón, que alberga a la mitad de la población filipina, tenía diversos grados de ascendencia española y latinoamericana. Un estudio de antropología interuniversitario de 2019 clasifica al 12,7% y al 7,2% de la muestra representativa de filipinos como "hispanos" y "nativos americanos". Por lo tanto, alrededor del 20% de la población o 20 millones de filipinos son latinoamericanos por fenotipo. Los registros del censo también muestran masivo Inmigración española en Filipinas.

### Japón
Los inmigrantes brasileños japoneses en Japón (Brasileños en Japón) sumaron 250.000 en 2004, constituyendo la segunda población inmigrante más grande de Japón. Sus experiencias tienen similitudes con las de los japoneses peruanos inmigrantes, que a menudo son relegados a trabajos de bajos ingresos típicamente ocupados por extranjeros. Los colonos brasileños y peruanos en Japón son en gran parte, pero no exclusivamente, de sangre japonesa. Los colonos brasileños en Japón representaron el mayor número de hablantes de portugués en Asia, más que los del antiguo portugués Timor Oriental, Macao y Goa combinados.